# Jean-Paul Lefebvre
Jean-Paul Lefebvre, né le 5 juillet 1926 à Sainte-Rose et mort le 3 avril 2009 à Montréal, est un syndicaliste, journaliste et homme politique québécois. Il est député de la circonscription d'Ahuntsic à l'Assemblée nationale du Québec pour le Parti libéral de 1966 à 1970.

## Biographie
Né le 5 juillet 1926 à Sainte-Rose, Jean-Paul Lefebvre est le fils d'Alphonse Lefebvre, un marchand de Sainte-Rose, et de Marie-Anne Beaudry. Il fait ses études à l'École Caron à Montréal et au Collège Roussin à Pointe-aux-Trembles.
Actif dans la Jeunesse étudiante catholique et dans le milieu syndical, il est propagandiste à la Fédération de Montréal et à la Centrale de la jeunesse étudiante catholique de 1944 à 1947. Il est également secrétaire national de la Ligue ouvrière catholique en 1947 et en 1948.
En 1949, il devient directeur du service d'éducation au Conseil de la coopération du Québec et occupe ce poste jusqu'en 1954, lorsqu'il est nommé au même poste à la Confédération des travailleurs catholiques du Canada (CTCC). En 1961, il est nommé directeur des relations extérieures à la Confédération des syndicats nationaux (CSN) et prend la direction du journal Le Travail. 
Jean-Paul Lefebvre est également actif dans le milieu de l'éducation. En 1961, il est nommé commissaire d'école à la Commission des écoles catholiques de Montréal (CECM). En 1964, il quitte ses fonctions à la CSN (et son poste de commissaire d'école) et devient le premier directeur du service de l'éducation aux adultes à la CECM. 
En parallèle, Jean-Paul Lefebvre travaille aussi dans le monde des médias. En tant que journaliste pigiste, il collabore au Devoir, au Montreal Star et à La Presse. De 1956 à 1964, il travaille également comme scripteur et animateur pour diverses émissions éducatives à la radio et à la télévision, telles que Joindre les deux bouts et La faim des autres.
En 1966, il est élu député libéral de la circonscription d'Ahuntsic à l'Assemblée nationale du Québec. Aux élections de 1970, il ne se représente pas.
Après son passage en politique, Jean-Paul Lefebvre travaille comme consultant auprès de divers organismes gouvernementaux et privés. De 1972 à 1983, il occupe différents postes dans la fonction publique fédérale (dont ceux de directeur général de la formation et de la main-d'œuvre au ministère de la Main-d'œuvre et de l'Immigration de janvier 1973 à novembre 1975 ; sous-ministre adjoint au ministère des Communications de novembre 1975 à février 1979 ; directeur général du perfectionnement à la Commission de la fonction publique de février 1979 à février 1980 ; sous-secrétaire d'État adjoint à la Citoyenneté et aux Langues officielles de février 1980 à juin 1983). 
De 1983 à 1986, il travaille comme chargé de projet au programme Échanges Canada à l'éducation permanente de l'Université de Montréal de 1983 à 1986. Enfin, de juillet 1989 à juillet 1991, il dirige la revue Communauté chrétienne.

## Vie privée
Jean-Paul Lefebvre épouse Marie Berthe Plante le 5 juillet 1947. Il est mort à Montréal le 3 avril 2009, à l'âge de 82 ans.